# Карингтон, Питер, 6-й барон Карингтон
Питер Александер Руперт Карингтон, 6-й барон Каррингтон (англ. Peter Alexander Rupert Carington, 6th Baron Carrington; 6 июня 1919 — 9 июля 2018) — британский государственный деятель, член Консервативной партии.

## Биография
В 1963—1970 и 1974—1979 годах возглавлял фракцию консерваторов в британском парламенте. С 20 июня 1970 до 8 января 1974 года был министром обороны в правительстве Эдварда Хита. Был министром иностранных дел Великобритании в период с 5 мая 1979 по 5 апреля 1982 года (в период премьерства Маргарет Тэтчер) и 6-м генеральным секретарём НАТО с 1984 по 1988 год. Старейший генеральный секретарь в истории НАТО. Впоследствии он утверждал, что не верил в то, что Аргентина может напасть на Фолкленды. «После 2 апреля (1982) меня везде обвиняли в том, что я умышленно игнорировал сигналы, заявления и доказательства. Я честно говорю, я ничего не игнорировал: этих сигналов не было», — заявлял он.

## Награды
| Страна         | Дата                     | Награда                                    | Награда                                    | Литеры |
| -------------- | ------------------------ | ------------------------------------------ | ------------------------------------------ | ------ |
| Великобритания | 1945—                    | Военный крест                              | Военный крест                              | MC     |
| Великобритания | 10 июня 1983—            | Кавалер Почёта                             | Кавалер Почёта                             | CH     |
| США            | 1988—                    | Президентская медаль Свободы               | Президентская медаль Свободы               |        |
| Испания        | 3 июня 1988—             | Кавалер Большого креста ордена Карлоса III | Кавалер Большого креста ордена Карлоса III |        |
| Великобритания | 1984—1994                | Канцлер                                    | ордена Святого Михаила и Святого Георгия   |        |
| Великобритания | 10 июня 1988—            | Рыцарь Большого креста                     | ордена Святого Михаила и Святого Георгия   | GCMG   |
| Великобритания | 3 июня 1958—10 июня 1988 | Рыцарь-командор                            | ордена Святого Михаила и Святого Георгия   | KCMG   |
| Великобритания | 1994—2012                | Канцлер                                    | ордена Подвязки                            |        |
| Великобритания | 26 апреля 1985—          | Рыцарь                                     | ордена Подвязки                            | KG     |